# Lepophidium
Lepophidium  es un género de peces de la familia Ophidiidae, del orden Ophidiiformes. Este género marino fue descrito por primera vez en 1895 por Theodore Gill.

## Especies
Especies reconocidas del género:
- Lepophidium aporrhox C. R. Robins, 1961
- Lepophidium brevibarbe (G. Cuvier, 1829)
- Lepophidium collettei C. R. Robins, R. H. Robins & M. E. Brown, 2012[2]
- Lepophidium crossotum C. R. Robins, R. H. Robins & M. E. Brown, 2012[2]
- Lepophidium cultratum C. R. Robins, R. H. Robins & M. E. Brown, 2012[2]
- Lepophidium entomelan C. R. Robins, R. H. Robins & M. E. Brown, 2012[2]
- Lepophidium gilmorei C. R. Robins, R. H. Robins & M. E. Brown, 2012[2]
- Lepophidium jeannae Fowler, 1941
- Lepophidium kallion C. R. Robins, 1959
- Lepophidium marmoratum (Goode & T. H. Bean, 1885)
- Lepophidium microlepis (C. H. Gilbert, 1890)
- Lepophidium negropinna Hildebrand & F. O. Barton, 1949
- Lepophidium pardale (C. H. Gilbert, 1890)
- Lepophidium pheromystax C. R. Robins, 1960
- Lepophidium profundorum (T. N. Gill, 1863)
- Lepophidium prorates (D. S. Jordan & Bollman, 1890)
- Lepophidium robustum C. R. Robins, R. H. Robins & M. E. Brown, 2012[2]
- Lepophidium staurophor C. R. Robins, 1959
- Lepophidium stigmatistium (C. H. Gilbert, 1890)
- Lepophidium wileyi C. R. Robins, R. H. Robins & M. E. Brown, 2012[2]
- Lepophidium zophochir C. R. Robins, R. H. Robins & M. E. Brown, 2012[2]